# Bénédicte Atger
Pour les articles homonymes, voir Atger.
Bénédicte Emond-Bon Atger, née le 17 avril 1958 à Manosque et morte le 13 juin 2024 à Marseille,,,, est une cavalière d'endurance française qui a été championne du monde par équipe en 1992 à Barcelone et en 1994 lors des jeux équestres mondiaux de La Haye. Elle a également décroché le titre de vice-championne du monde individuel avec Sunday d'Aurabelle en 1992 à Barcelone et le titre de championne d'Europe à Morlaix en 1995.
Elle est la mère de la cavalière Virginie Atger.